# Ступин, Иван Спиридонович
Иван Спиридонович Ступин (3 июня 1904, Нижняя Стишь, Орловская губерния — 10 марта 1984, Москва) — полковник Советской Армии, участник Великой Отечественной войны, Герой Советского Союза (1945). Дед российского музыканта Константина Ступина по отцовской линии, отец военного лётчика Валентина Ступина.

## Биография
Иван Ступин родился 3 июня 1904 года в деревне Нижняя Стишь (ныне — Орловский район Орловской области). После окончания средней школы работал кузнецом. Окончил рабфак, затем учился в Воронежском сельскохозяйственном институте. В 1926—1928 годах проходил службу в Рабоче-крестьянской Красной Армии. В 1931 году Ступин повторно был призван в армию. В 1933 году он окончил Киевское артиллерийское училище, в 1939 году — курсы усовершенствования командного состава. Участвовал в польском походе и в советско-финской войне. С начала Великой Отечественной войны — на её фронтах. В боях два раза был ранен и ещё один раз контужен.
К весне 1945 года полковник Иван Ступин командовал 24-й миномётной бригадой 14-й артиллерийской дивизии прорыва 6-го артиллерийского корпуса прорыва 5-й ударной армии 1-го Белорусского фронта. Отличился во время Висло-Одерской и Берлинской операций. Бригада Ступина в числе первых переправилась через Одер в районе Кюстрина и приняла активное участие в отражении массированных немецких контратак, а затем в штурме пригорода Кюстрина Нейштадт. В ходе дальнейшего наступления бригада успешно вошла в Берлин и активно участвовала в боях на его улицах.
Указом Президиума Верховного Совета СССР от 31 мая 1945 года за «образцовое выполнение боевых заданий командования на фронте борьбы с немецкими захватчиками и проявленные при этом отвагу и геройство» полковник Иван Ступин был удостоен высокого звания Героя Советского Союза с вручением ордена Ленина и медали «Золотая Звезда» за номером 5615.
После окончания войны Ступин продолжил службу в Советской Армии. В 1947 году он окончил Высшие академические курсы при Военной артиллерийской академии. В 1957 году в звании полковника Ступин был уволен в запас. Проживал и работал в Москве.
Скончался в Москве 10 марта 1984 года, не дожив чуть меньше трёх месяцев до своего 80-летия. Похоронен на Кузьминском кладбище (участок № 20).
Был награждён двумя орденами Ленина, тремя орденами Красного Знамени, орденом Красной Звезды, рядом медалей и иностранным орденом.